# Велико Липє
Велико Липє (словен. Veliko Lipje) — поселення в общині Жужемберк, регіон Південно-Східна Словенія, Словенія. Висота над рівнем моря: 291,7 м.